# 도미야마촌 (오카야마현 조토군)
도미야마촌(富山村)은 오카야마현 조토군에 있던 촌이다. 현재의 오카야마시에 해당한다.

## 역사
- 1889년 6월 1일 - 정촌제 시행에 수반해 조토군 도미야마촌이 발족하였다.
- 1952년 4월 1일 - 오카야마시에 편입되었다.